# Weißag
Weißag (niedersorbisch Wusoka) ist ein zum Ortsteil Gosda gehörender Gemeindeteil der Gemeinde Luckaitztal im Landkreis Oberspreewald-Lausitz in Brandenburg. Der Ort gehört dem Amt Altdöbern an und war bis zur Eingliederung nach Gosda am 1. Januar 1967 eine eigenständige Gemeinde.

## Lage
Weißag liegt in der Niederlausitz im Naturpark Niederlausitzer Landrücken, rund fünf Kilometer Luftlinie südlich von Calau und 26 Kilometer südwestlich von Cottbus. Direkt im Westen grenzt Weißag an den Ort Zwietow, der wie Weißag eine Ortslage von Gosda ist. Weitere Nachbarorte sind der Calauer Ortsteil Werchow mit den Ortslagen Cabel und Plieskendorf im Norden, Buchwäldchen und Muckwar im Osten, Luckaitz im Südosten und Bronkow im Südwesten.
Weißag liegt am südlichen Rand der Calauer Schweiz. Nördlich des Ortes liegen die sogenannten Weißager Berge, deren höchste „Erhebung“ der Spitzberg mit einer Höhe von 144 m ü. NHN ist.

## Geschichte

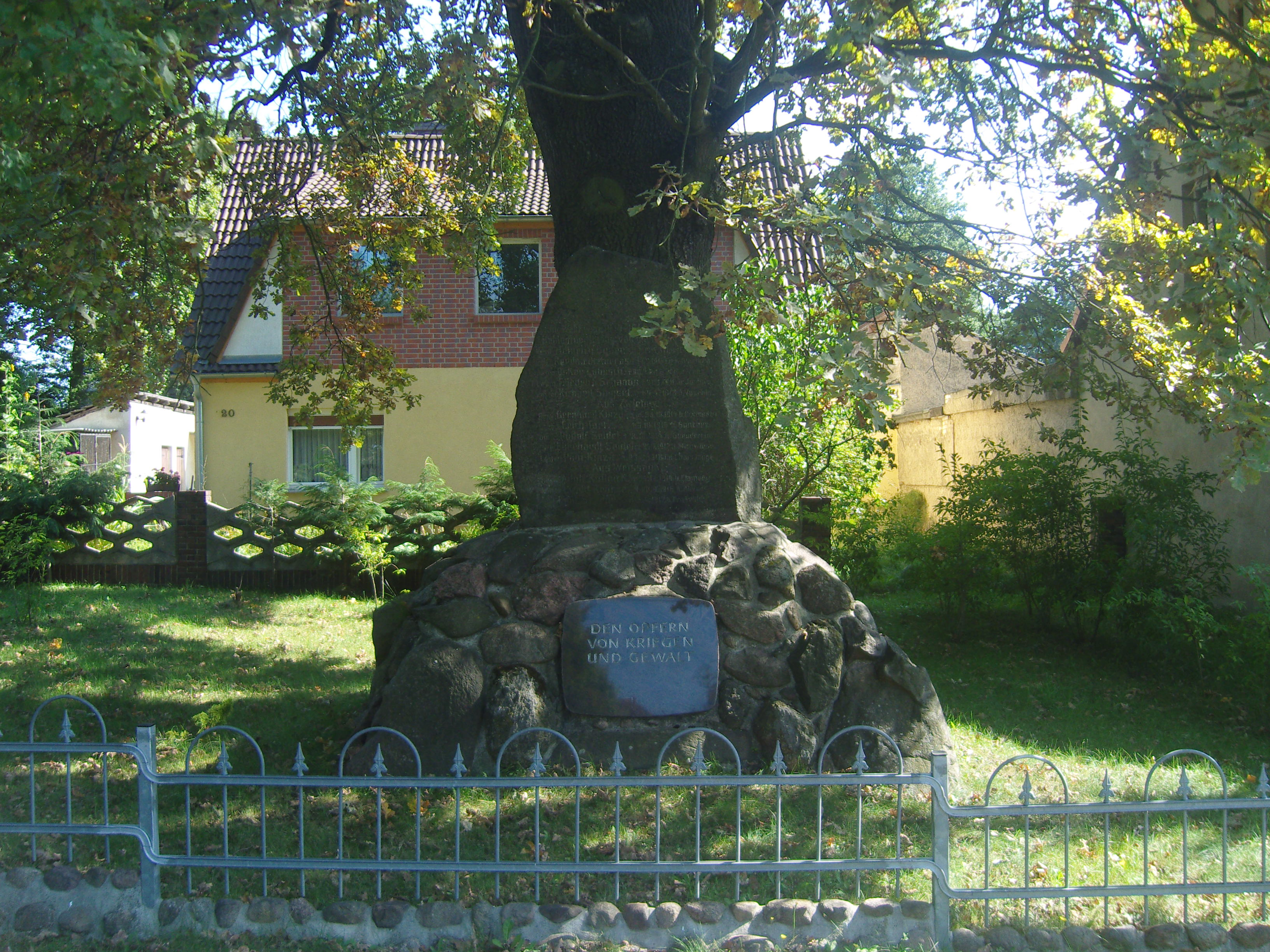
Kriegerdenkmal an der Grenze zu Zwietow

Der Ort wurde erstmals in einer Urkunde vom 21. August 1403 als „Weissak“ erwähnt. Die Erwähnung erfolgte gemeinsam mit Zwietow im Zusammenhang mit der Alten Mühle. Der Ortsname leitet sich vom altsorbischen Wort vysoky für hoch ab und bezeichnet einen hoch gelegenen Ort. Im Jahr 1447 wurde der Ort als Weissag und 1761 sorbisch als Hußokej bezeichnet. Da Weißag und Zwietow dicht beieinander liegen, nahm man an, dass sie ursprünglich einen Ort bildeten. Nach der angeblichen Trennung wurde das Dorf Zwietow mit dem sorbischen Wort Dwaj als das Zweite bezeichnet. Bis 1937 lautete die Schreibweise der Ortsnamens Weißagk, in Unterscheidung zum Ort Weißagk b. Vetschau, der zur gleichen Zeit in Märkischheide umbenannt wurde, trug der Ort bis dahin den Zusatz „b. Calau“. Die Dörfer Zwietow, Gosda und Weißag nennt man auch Plinsdörfer.
Weißag gehörte zum Zeitpunkt der ersten Erwähnung zu den Besitzungen der Herren von Köckritz und stand lange Zeit in Verbindung mit deren Rittergut Drebkau, auch unter den in der folgenden Zeit wechselnden Besitzern. Das Gut gehörte im Jahr 1447 der Familie von Mühlen, kam von 1450 bis 1527 in den Besitz der von Zobeltitz und war von 1541 bis 1638 im Besitz der von Schlieben. Nach dem Prager Frieden von 1635 kam Weißag zum Kurfürstentum Sachsen. In den Jahren 1688 und 1693 sind die von Luck als Besitzer bekannt, im Jahr 1701 die von Bomsdorf. Im Dorf lebten im Jahr 1708 insgesamt 18 Bauern, vier Gärtner und fünf Büdner; in Summe 38 Personen im Alter zwischen 12 und 60 Jahren. Für das Jahr 1718 wurden 13 Hufner, vier Kossäten und vier Häusler genannt, die zusammen 24 Hufen bewirtschafteten. Die von Löben erschienen im Jahr 1731 als neue Besitzer des Dorfes. Im Jahr 1755 wurde die Einwohnerzahl zusammen mit Zwietow erfasst und mit 176 angegeben. Nachdem Kursachsen im Jahr 1806 zunächst zum Königreich Sachsen erhoben worden war, kam Weißag im Jahr 1815 als Folge der auf dem Wiener Kongress beschlossenen Teilung Sachsens zum Königreich Preußen. Bei der Gebietsreform ein Jahr später wurde der Ort dem Landkreis Calau in der Provinz Brandenburg zugeordnet.

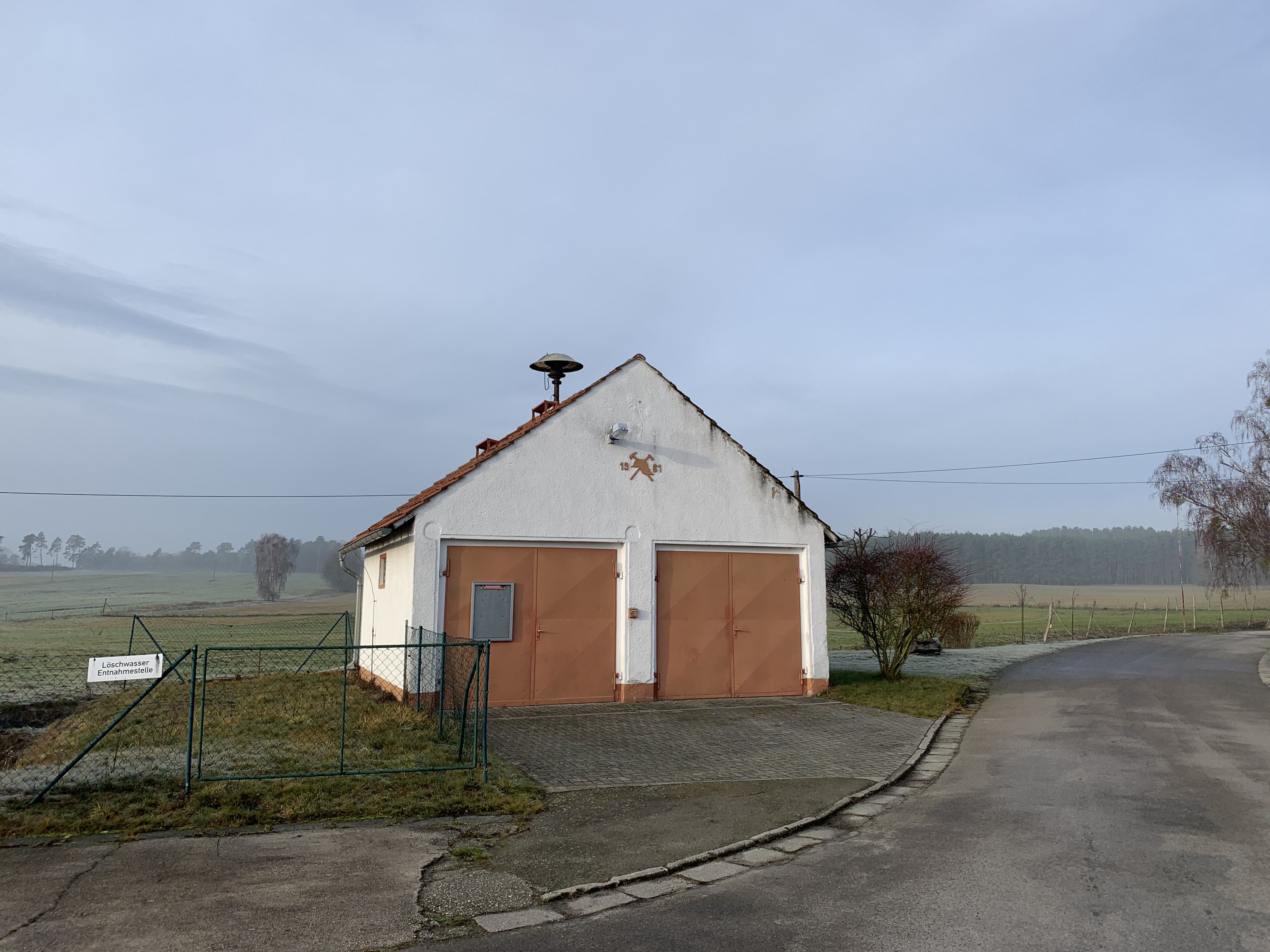
Feuerwehrhaus der Ortsfeuerwehr Gosda am westlichen Ortsrand von Weißag

Bereits ab 1811 wurde Weißag vom Amt Lübben aus verwaltet. Im Dorf lebten 1813 zwei Zweihufner, drei 1 ½ Hufner, 13 Hufner sowie drei Kossäten, zwei Großbüdner und acht Büdner. Eine Windmühle erschien erstmals 1818, eine Ziegelei 1864. Im Jahr 1818 hatte der Ort 84 Einwohner, bis 1846 stieg die Einwohnerzahl auf 120. Bei der Volkszählung vom 1. Dezember 1871 ermittelte man in Weißag 113 Einwohner. Davon waren 53 Männer und 60 Frauen; 16 Einwohner waren jünger als zehn Jahre. Des Weiteren waren alle Einwohner evangelisch-lutherischer Konfession, eingepfarrt war der Ort damals und seit jeher in die Landkirchengemeinde Calau. Später wurde Weißag nach Bronkow umgepfarrt, wohin der Ort bis heute gehört. Im Jahr 1929 wurde die Ortsfeuerwehr Gosda gegründet, deren Feuerwehrhaus befindet sich in Weißag.
Nach dem Ende des Zweiten Weltkrieges kam Weißag zur Sowjetischen Besatzungszone und ab 1949 zur DDR. Am 1. Juli 1950 wurde der Landkreis Calau verkleinert und in Landkreis Senftenberg umbenannt, wobei Weißag im Landkreis Senftenberg blieb. Bei der Gebietsreform am 25. Juli 1952 wurde die Gemeinde dem Kreis Calau im Bezirk Cottbus zugeordnet. Am 1. Januar 1967 wurde Weißag nach Gosda eingemeindet. In den 1980er Jahren lag Weißag in einem Bergbauschutzgebiet des Feldes Calau-Süd im Lausitzer Braunkohlerevier und war durch die Devastierung bedroht. Nach der Wende wurden die Planungen zur Öffnung des Feldes wieder verworfen.
Nach der Wiedervereinigung gehörte Weißag als Teil der Gemeinde Gosda zum brandenburgischen Landkreis Calau, wo sich die Gemeinde 1992 zur Erledigung ihrer Verwaltungsgeschäfte dem Amt Altdöbern anschloss. Der Landkreis Calau ging am 6. Dezember 1993 im neuen Landkreis Oberspreewald-Lausitz auf. Am 31. März 2002 schloss sich Gosda mit seinen Ortslagen Weißag und Zwietow mit den Gemeinden Buchwäldchen, Muckwar und Schöllnitz zur Gemeinde Luckaitztal zusammen.

## Einwohnerentwicklung
| Einwohnerentwicklung in Weißag von 1875 bis 1964 | Einwohnerentwicklung in Weißag von 1875 bis 1964 | Einwohnerentwicklung in Weißag von 1875 bis 1964 | Einwohnerentwicklung in Weißag von 1875 bis 1964 | Einwohnerentwicklung in Weißag von 1875 bis 1964 | Einwohnerentwicklung in Weißag von 1875 bis 1964 |
| Jahr                                             | Einwohner                                        | Jahr                                             | Einwohner                                        | Jahr                                             | Einwohner                                        |
| ------------------------------------------------ | ------------------------------------------------ | ------------------------------------------------ | ------------------------------------------------ | ------------------------------------------------ | ------------------------------------------------ |
| 1875                                             | 116                                              | 1890                                             | 96                                               | 1910                                             | 95                                               |
| 1925                                             | 93                                               | 1933                                             | 99                                               | 1939                                             | 98                                               |
| 1946                                             | 135                                              | 1950                                             | 120                                              | 1964                                             | 98                                               |

## Sehenswürdigkeiten

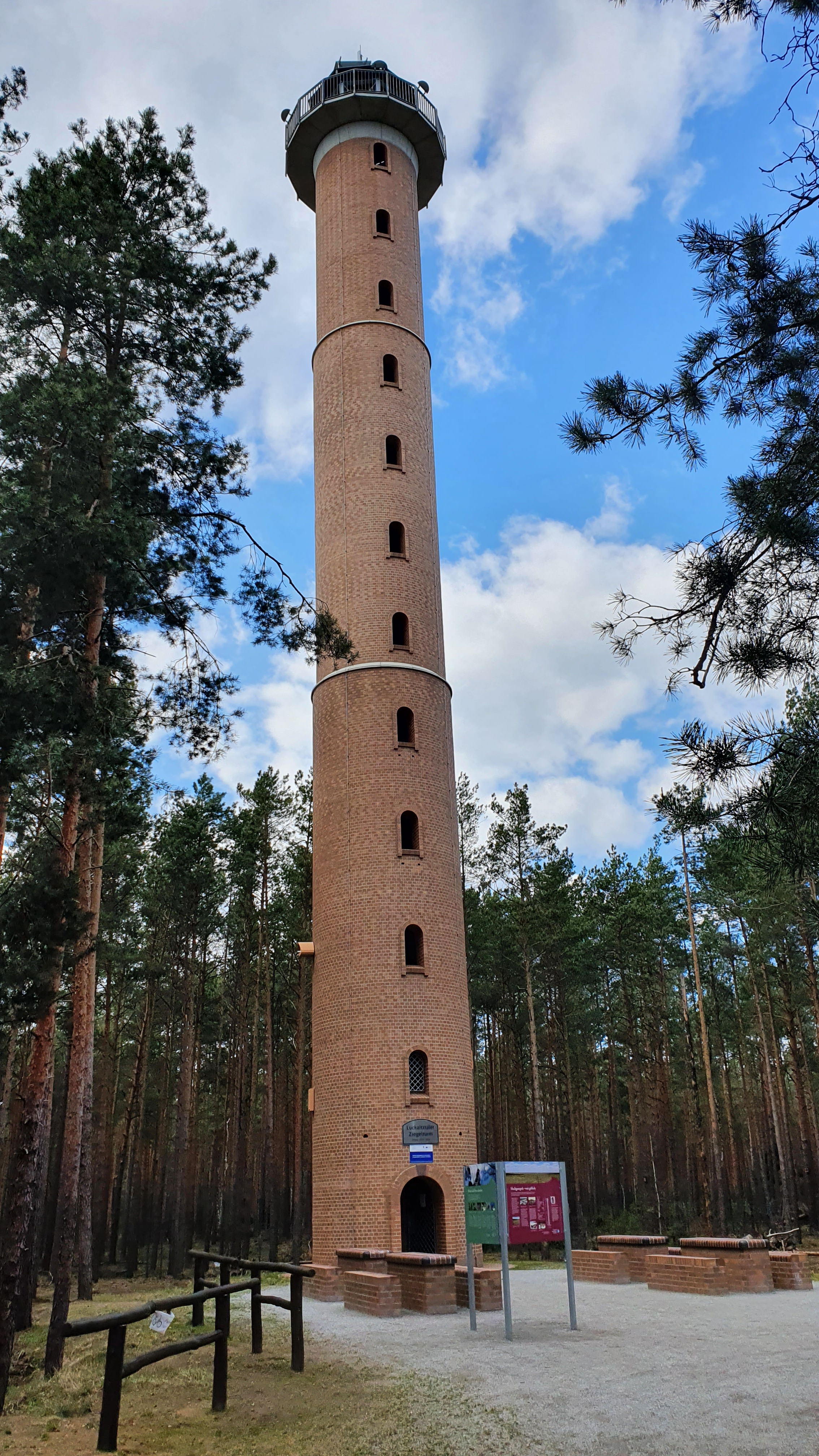
Luckaitztaler Ziegelturm (2022)

Der 1999 errichtete 22 m hohe Aussichtsturm Calauer Schweiz stand etwa 700 m nordöstlich des Ortes auf dem Spitzberg. Wegen Schäden am Holzwerk wurde der Turm nach längerer Sperrung 2014 abgerissen. Im Frühjahr 2020 wurde etwa 400 Meter nordöstlich des alten Standorts ein neuer, insgesamt 43,2 m hoher Aussichtsturm eröffnet. Dieser trägt seit Oktober 2020 in Anlehnung an die zum Bau verwendeten Klinkerziegel den neuen Hauptnamen Luckaitztaler Ziegelturm.

## Infrastruktur
Weißag liegt an der Kreisstraße 6619 zwischen Gosda und Luckaitz und der im Ort abzweigenden Kreisstraße 6621 nach Buchwäldchen. Die Landesstraße 55 liegt dreieinhalb Kilometer westlich und die Landesstraße 53 vier Kilometer östlich des Dorfes. Die Bundesautobahn 13 und deren Anschlussstelle „Bronkow“ sind knapp sechs Kilometer entfernt. Südlich von Weißag liegt der Flugplatz Bronkow.